# Cladocoryne haddoni
Cladocoryne haddoni is een hydroïdpoliep uit de familie Cladocorynidae. De poliep komt uit het geslacht Cladocoryne. Cladocoryne haddoni werd in 1890 voor het eerst wetenschappelijk beschreven door Kirkpatrick. 